# Проект S
«Проект S» (тайск. โปรเจกต์ เอส เดอะซีรีส์) — это тайский телесериал для подростков, созданный GDH 559 и Nadao Bangkok совместно с Hub Ho Hin Bangkok и Jor Kwang Films. Лакорн состоит из четырёх сегментов спортивной тематики, каждый из которых включает в себя восемь эпизодов. Режиссёрами выступили члены съёмочной группы из предыдущего сериала Nadao «Гормоны». Всего вышло четыре сезона: «Атакующий удар» (волейбол), «Бок о бок» (бадминтон), «Скейт — наша душа» (скейтбординг) и «Стреляй! Я люблю тебя» (стрельба из лука). Изначально телесериал транслировался еженедельно с 20 мая 2017 года по 20 января 2018 года на канале GMM 25.

## Сюжет

### Атакующий удар

Постер «Проект S: Атакующий удар»

Режиссёр Питчая Ярусбунпрача рассказывает историю школьной волейбольной команды, пытающейся выиграть ежегодный чемпионат. Пун всё ещё восстанавливается после решения своего лучшего друга Синга уйти из команды в конкурирующую школу, в то время как новобранец Тан изо всех сил пытается заслужить его доверие под руководством тренера Вина и учителя-менеджер команды Бест. Сегмент транслировался с 20 мая по 8 июля 2017 года.

#### В ролях
| Актёр                        | Роль  |
| ---------------------------- | ----- |
| Обнитхи Виваттанаваран (Об)  | Пун   |
| Папанкорн Лекчхаремпо (Бим)  | Синг  |
| Тхити Махайотарак (Бэнк)     | Тан   |
| Прама Иманотай               | Вин   |
| Апиня Сакуляроенсук (Сайпан) | Бест  |
| Павади Кумчокпайсан (Куккай) | Джерн |

### Бок о бок

Постер «Проект S: Бок о бок»

В сезоне «Бок о бок», режиссёром которого выступил Нарубет Куно, двоюродные братья Им, страдающий аутизмом, и Донг живут вместе со своими матерями, овдовевшими сёстрами Тум и Таенг и играют в бадминтон. По мере того, как братья нарабатывают навыки, они начинают соревноваться, сталкиваясь с многочисленными проблемами на своём пути. В частности, у Има получается играть лучше, поскольку он способен контролировать динамику игры, что и приводит к разногласиям в команде. Сегмент транслировался с 15 июля по 2 сентября 2017 года.

#### В ролях
| Актёр                        | Роль  |
| ---------------------------- | ----- |
| Танапоп Лиратанакатжон (Тор) | Им    |
| Вонграви Натиторн (Скай)     | Донг  |
| Хаттая Вонкрачан (Пле)       | Тум   |
| Сукван Бункун                | Таенг |
| Кемисара Пондет (Белл)       | Ной   |

### Скейт — наша душа

Постер «Проект S: Скейт — наша душа»

За режиссурой Пата Буннитипата вышла история «Скейт — наша душа», в которой Бу, подросток, борющийся с серьёзным депрессивным расстройством, решается на самоубийство. Однако его плану помешала группа скейтбордистов под руководством Саймона. После этого школьник начинает учиться кататься на скейте под наставничеством Саймона, в то же время справляясь со своим состоянием при поддержке стажёра-психиатра Беллы и сестры Саймона Байферн. Сегмент транслировался с 9 сентября по 25 ноября 2017 года.

#### В ролях
| Актёр                         | Роль    |
| ----------------------------- | ------- |
| Тирадон Супапанпиньё (Джеймс) | Бу      |
| Тони Раккаен                  | Саймон  |
| Нарупонкамон Чайсэн (Прэу)    | Байферн |
| Чаянит Чансангавей (Пэт)      | Белла   |

### Стреляй! Я люблю тебя

Постер «Проект S: Стреляй! Я люблю тебя»

Танида Хантавиватана срежисировал историю «Стреляй! Я люблю тебя» — самую лёгкую по тону из четырёх частей. Бо, девушка, которая так ничего и не добилась, заставляет своего лучшего друга Шана заняться с ней стрельбой из лука, чтобы приблизиться к своему возлюбленному Арчвину. Однако вскоре девушка обнаруживает, что борется за внимание Арчвина со своей коллегой Фейм. Сегмент транслировался со 2 декабря 2017 года по 20 января 2018 года.

#### В ролях
| Актёр                               | Роль   |
| ----------------------------------- | ------ |
| Нарикун Кетпрапакон (Фран)          | Бо     |
| Критсанапум Пибунсонкрам (Джейджей) | Шан    |
| Чанон Сантинатонкун (Нонакун)       | Арчвин |
| Каняви Сонгмуанг (Танин)            | Фейм   |

## Производство
«Проект S» был первым крупным телесериалом Nadao Bangkok, последовавшим за очень успешными «Гормонами», три сезона которых транслировались с 2013 по 2015 год. Генеральный директор Nadao и создатель «Гормонов» Сонгиос Сугмаканан задумал сериал как возможность для более молодых членов творческой группы сериала взять на себя функции режиссёра в новом проекте. Он пригласил Криенкрая Вачиратампона, который руководил вторым и третьим сезонами «Гормонов», для сопродюсирования и наблюдения за сценарием, а также пригласил четырёх членов съёмочной группы «Гормонов» присоединиться к проекту в качестве режиссёров: Питчая Ярусбунпрача и Нарубет Куно были соавторами сценария и режиссёрами третьего сезона, Танида Хантавиватана была в команде сценаристов всех трёх сезонов, а Пат Буннитипат — оператором «Гормонов».
Каждый из режиссёров выбрал вид спорта, над которым он хотел работать, и написал сценарий исходя из этого. Создатели хотели, чтобы каждый вид спорта был неотъемлемой частью истории, и актёры потратили месяцы на обучение и практику своего вида спорта. Тирадон Супапанпиньё потерял 8 килограммов для этой роли, а также сломал запястье, репетируя во время подготовки к съёмкам, в то время как Танапоп Лиратанакатжон провёл почти три месяца с детьми-аутистами, чтобы изучить и понять их поведение.
О сериале было объявлено 2 июня 2016 года на пресс-конференции GDH 559 (материнская компания Nadao Bangkok). Hub Ho Hin Bangkok выступили продюсерской компанией сезонов «Атакующий удар» и «Скейт — наша душа», а Jor Kwang Films для Side спродюсировали «Бок о бок» и «Стреляй! Я люблю тебя». Церемония ознаменовавшая начало производства, состоялась 29 ноября 2016 года. Съёмки же первого сегмента начались в декабре 2016 года и завершились в феврале 2017 года.

## Награды и номинации
| Ассоциация                        | Номинация                             | Номинант                            | Результат | Источники   |
| --------------------------------- | ------------------------------------- | ----------------------------------- | --------- | ----------- |
| 32-я Золотая телевизионная премия | Лучший ведущий актёр                  | Танапоп Лиратанакатжон              | Номинация | [ 7 ]       |
| 32-я Золотая телевизионная премия | Лучшая женская роль второго плана     | Сукван Бункун                       | Номинация | [ 7 ]       |
| 32-я Золотая телевизионная премия | Лучшая социальная теледрама           | Проект S: Бок о бок                 | Номинация | [ 7 ]       |
| 9-я Награда Натарадж              | Лучшая телевизионная драма            | Проект S: Бок о бок                 | Победа    | [ 8 ] [ 9 ] |
| 9-я Награда Натарадж              | Лучший коллективный ансамбль          | Проект S: Бок о бок                 | Победа    | [ 8 ] [ 9 ] |
| 9-я Награда Натарадж              | Лучший сценарий                       | Проект S: Бок о бок                 | Номинация | [ 8 ] [ 9 ] |
| 9-я Награда Натарадж              | Лучший режиссёр                       | Нарубет Куно                        | Номинация | [ 8 ] [ 9 ] |
| 9-я Награда Натарадж              | Лучший актёр                          | Танапоп Лиратанакатжон              | Победа    | [ 8 ] [ 9 ] |
| 9-я Награда Натарадж              | Лучшая женская роль второго плана     | Сукван Бункун                       | Номинация | [ 8 ] [ 9 ] |
| 9-я Награда Натарадж              | Лучшая женская роль второго плана     | Хаттая Вонкрачан                    | Номинация | [ 8 ] [ 9 ] |
| 9-я Награда Натарадж              | Лучший актёр второго плана            | Вонграви Натиторн                   | Номинация | [ 8 ] [ 9 ] |
| 9-я Награда Натарадж              | Лучшая восходящая звезда среди мужчин | Тирадон Супапанпиньё                | Номинация | [ 8 ] [ 9 ] |
| 9-я Награда Натарадж              | Лучший сценарий                       | Нарубет Куно, Паттаранат Пибунсават | Номинация | [ 8 ] [ 9 ] |
| 9-я Награда Натарадж              | Лучшая операторская работа            | Проект S: Скейт — наша душа         | Номинация | [ 8 ] [ 9 ] |